# Festuca cratericola
Festuca cratericola är en gräsart som beskrevs av Markgr.-dann. Festuca cratericola ingår i släktet svinglar, och familjen gräs. Inga underarter finns listade i Catalogue of Life.